# 阿卡达应用科学大学

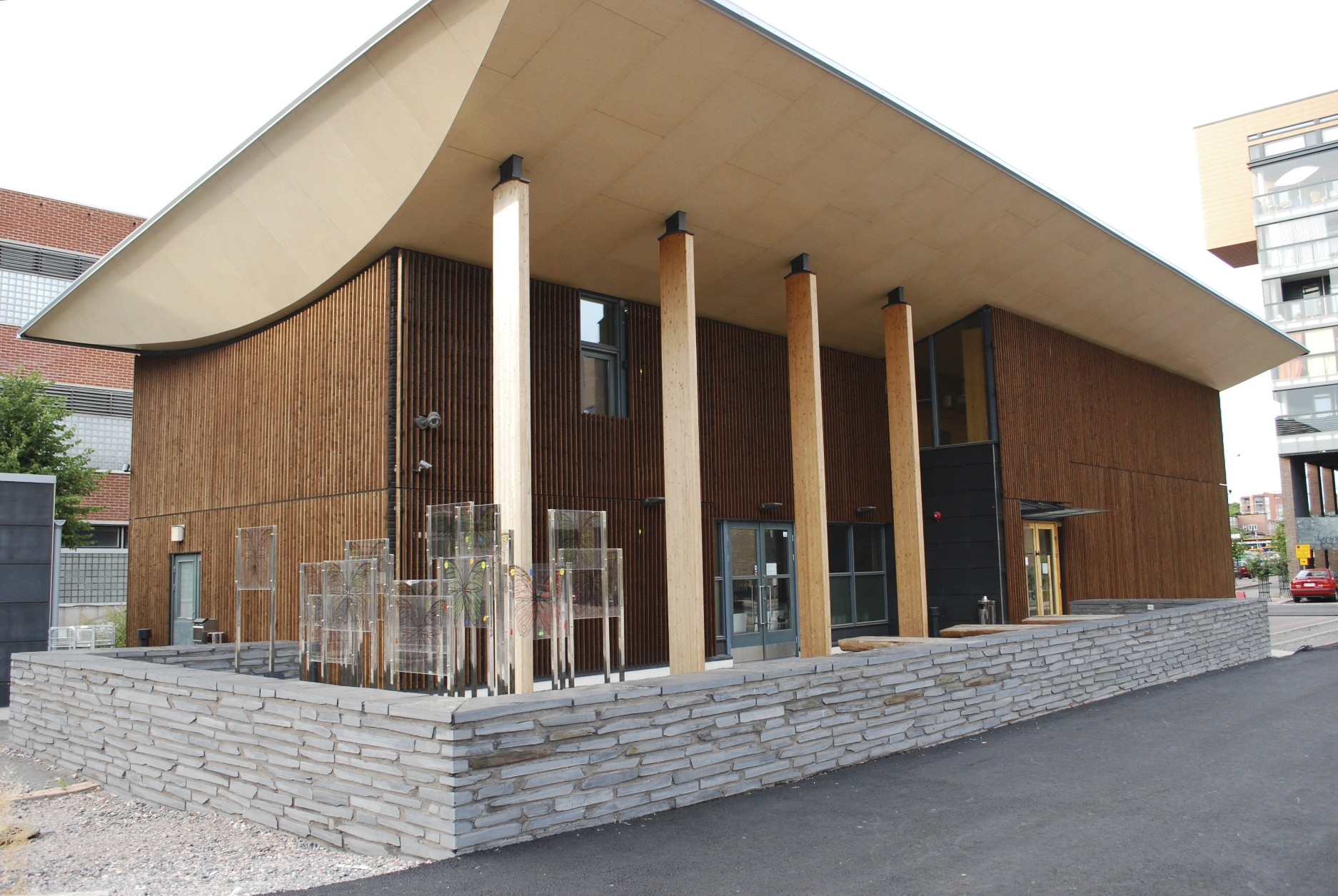
学生会活动楼

阿卡达应用科学大学（瑞典語：Yrkeshögskolan Arcada），是芬兰的一所应用科学大学。该大学由芬兰教育文化部监督及认证，校区位于芬兰赫尔辛基。学生数量约为2700人，教职工170人。